# Кариес зубов

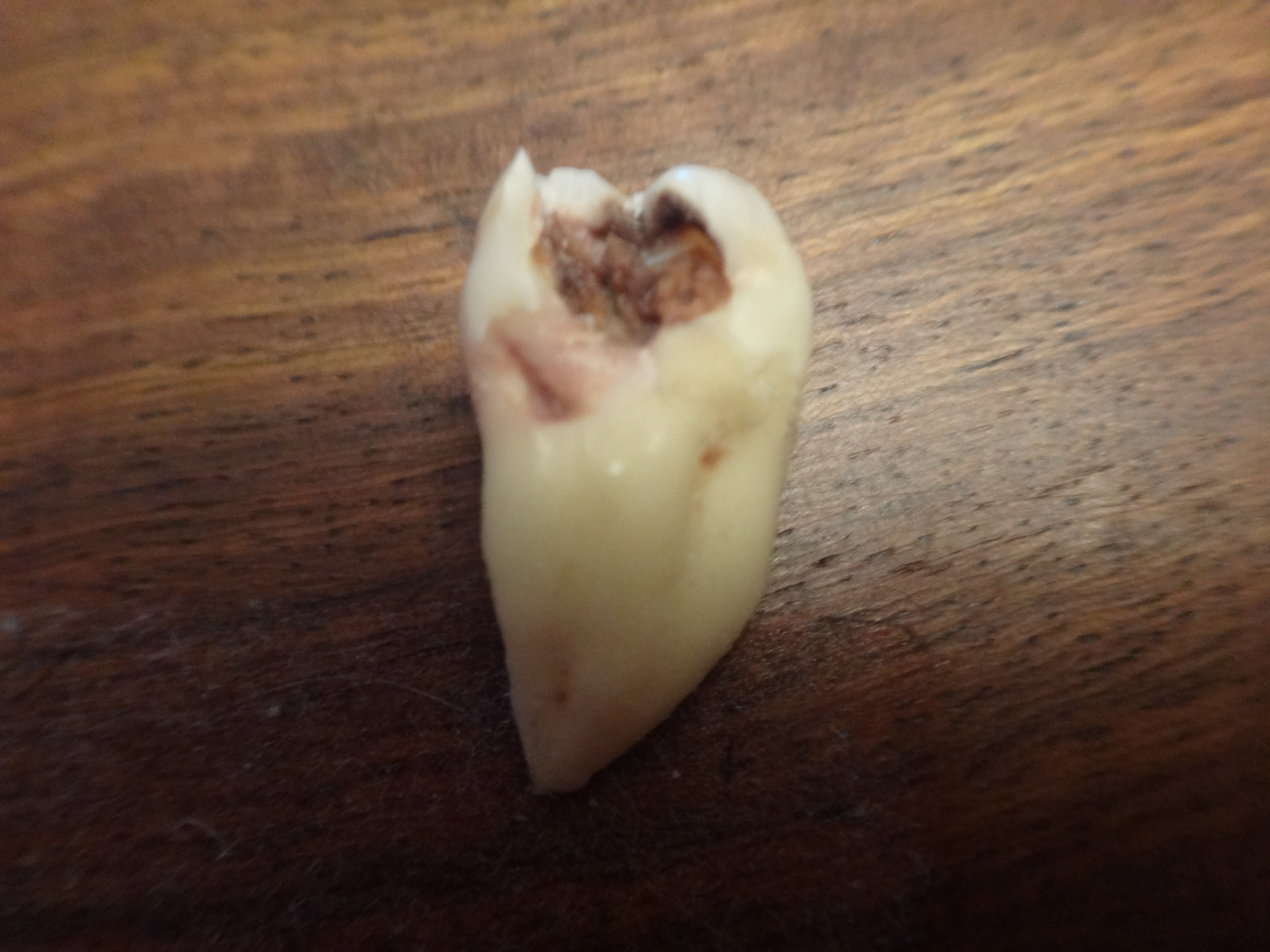
Поражённый кариесом зуб мудрости левой стороны верхней челюсти

Ка́риес (лат. caries «гниение») — сложный, медленно текущий патологический процесс, протекающий в твёрдых тканях зуба и развивающийся в результате комплексного воздействия неблагоприятных внешних и внутренних факторов. В начальной стадии развития кариес характеризуется очаговой деминерализацией неорганической части эмали и разрушением её органического матрикса. В конечном итоге это приводит к разрушению твёрдых тканей зуба с образованием полости в дентине, а при отсутствии лечения — к возникновению воспалительных осложнений со стороны пульпы и периодонта.

## История
Следы кариеса находили у людей, живших 5 тыс. лет назад.

### Лечение кариеса у ацтеков
В своём фундаментальном произведении «Общая история дел Новой Испании» (1576 год) Бернардино де Саагун, опираясь на сведения ацтеков о лечении различных заболеваний, привёл объяснение причины возникновения кариеса, а также методы борьбы с ним:

|кониайауаль| — виноградную листовёртку, которая обычно живёт в навозе, и перемолоть вместе окоцотлем, и приложить |с тонким пером| к щекам, с той стороны, где ощущается боль, и нагреть один чилле [стручковый перец], и вот так нагретым прижать его к тому же коренному зубу, причиняющему боль, и прижать крупинку соли к самому зубу, и проколоть дёсны, и приложить сверху особую траву под названием тлалькакаоатль. Но если это будет не достаточно, зуб вырывают и прикладывают к пустому месту немного соли.
Для того, чтобы не произошло этой вышеупомянутой болезни коренных зубов, будет неплохо оберегать себя от употребления в еду слишком горячих вещей, а если их всё-таки съели, то не следует пить очень холодную воду, и |нужно| чистить зубы и коренные зубы после еды, и удалить остатки мяса в промежутках между зубов маленькой палочкой, потому что обычно |это приводит к| нагноению и наносит вред зубам
— Всеобщая история вещей Новой Испании, написанная братом Бернардино де Саагуном: Флорентийский кодекс

## Эпидемиология
Кариес — самое распространённое заболевание человека (свыше 93 % людей). В детском возрасте оно занимает первое место среди хронических заболеваний и встречается в 5-8 раз чаще, чем заболевание, занимающее второе место по распространённости, — бронхиальная астма. По данным разных авторов от 80 до 90 % детей с молочным прикусом, около 80 % подростков на момент окончания школы имеют кариозные полости, а 95-98 % взрослых имеют запломбированные зубы.
Статистические данные показывают, что в экваториальных регионах (Африка, Азия) кариес менее распространён, чем в приполярных областях (Скандинавия, Северная Америка). В развивающихся странах также отмечен более высокий уровень распространения кариеса.

## Этиология
В настоящее время возникновение кариеса зубов связывают с локальным изменением pH на поверхности зуба под зубным налётом вследствие брожения (гликолиза) углеводов, осуществляемого микроорганизмами, и образования органических кислот. К кариеносным бактериям ротовой полости относят кислоформирующие стрептококки (Streptococcus mutans, Str. sanguis, Str. mitis, Str. salivarius), для которых характерно анаэробное брожение и некоторые лактобактерии.
При рассмотрении механизмов возникновения кариеса зуба обращает на себя внимание многообразие различных факторов, взаимодействие которых и обуславливает возникновение очага деминерализации: микроорганизмы полости рта, характер питания (количество углеводов), режим питания, количество и качество слюноотделения (реминерализующий потенциал слюны, буферные свойства, неспецифические и специфические факторы защиты слюны), сдвиги в функциональном состоянии организма, количество фтора, поступающего в организм, влияние окружающей среды и т. д. Однако основные факторы для возникновения кариеса следующие: кариесвосприимчивость зубной поверхности, кариесогенные бактерии, ферментируемые углеводы и время.
Несмотря на то, что зубная эмаль является наиболее твёрдой тканью организма человека (твёрдость 5…6 по шкале Мооса, что примерно соответствует полевому шпату), гидроксиапатиты эмалевых призм слишком чувствительны к возрастанию кислотности, что порождает начало их разрушения уже при pH 4,5.
Определяющие факторы, которые влияют на интенсивность развития кариеса:
- наличие в диете большого количества углеводов, в частности, сахарозы — главного компонента пищевого сахара, который под действием ферментов слюны легко формирует глюкозу как субстрат анаэробного гликолиза. Регулярное удаление зубного налёта противодействует развитию кариеса (поэтому нужно чистить зубы);
- насыщенность зубной эмали фторид-ионами (F-). Фторапатиты, которые формируются вследствие замещения OH-групп и гидроксиапатитов эмали на фторид-ионы, стойки к разрушающему действию кислых эквивалентов слюны. Наиболее эффективный противокариозный эффект фторидов наблюдается при нахождении их в организме в период развития зубов и их минерализации. По рекомендациям Всемирной организации здравоохранения, фторирование питьевой воды к концентрации 1 мг F>/мл приводит к уменьшению частоты заболеваемости населения кариесом на 30-50 %[источник не указан 1797 дней].

### Кариесогенная ситуация
Кариесогенная ситуация — это состояние полости рта, которое формирует множество факторов, и определяет склонность к заболеванию. Выявляют склонность к болезни с помощью осмотра полости рта и проведения ряда тестов (окрашивания эмали, определения налёта, следов бактерий, стойкости твёрдых тканей к воздействию кислот). С помощью тестов врач стоматолог определяет степень восприимчивости твёрдых тканей: высокая, средняя или низкая резистентность к кариесу.
Выделяют общие и местные причины кариеса. К местным относят факторы, которые находятся и воздействуют в полости рта. К общим — состояние и заболевания организма, прочие причины кариеса зубов.

### Кариесвосприимчивость зубной поверхности
Эмаль зуба — самая твёрдая ткань человеческого организма. Она на 96 % состоит из минералов, в основном из гидроксиапатитов, которые очень восприимчивы к кислотам, поэтому разрушение эмали начинается уже при pH 4,5. Кариесвосприимчивость зубной поверхности зависит от множества факторов:
- от свойств анатомической поверхности зуба: в естественных щелях и в промежутках между зубами есть благоприятные условия для долговременной фиксации зубного налёта;
- от насыщенности эмали зуба фтором: образовавшиеся в результате этого фторапатиты более устойчивы к действию кислот;
- от гигиены полости рта (от использования зубных паст, гелей, ополаскивателей): своевременное удаление зубного налёта предотвращает дальнейшее развитие кариеса;
- от факторов диеты: мягкая, богатая углеводами пища способствует образованию зубного налёта. Количество витаминов и микроэлементов также влияет на общее состояние организма и особенно слюны;
- от качества и количества слюны: малое количество вязкой слюны способствует прикреплению бактерий к «пелликуле» и образовании зубного налёта (см. зубная бляшка). Очень важное влияние на кариесрезистентность эмали имеют буферные свойства слюны (которые нейтрализуют кислоты) и количество иммуноглобулинов и других факторов защиты в слюне (см. слюна);
- от генетического фактора;
- от общего состояния организма.

Данные последних исследований показывают, что немаловажную роль в развитии кариеса у ребёнка может сыграть стресс, который испытывала его мать во время беременности. Такое заключение было сделано исследовательской группой из Университета Вашингтона в Сиэтле в результате анализа данных 716 детей и их матерей по Национальной программе проверки здоровья и питания (1988—1994 годы).

### Кариесогенные бактерии

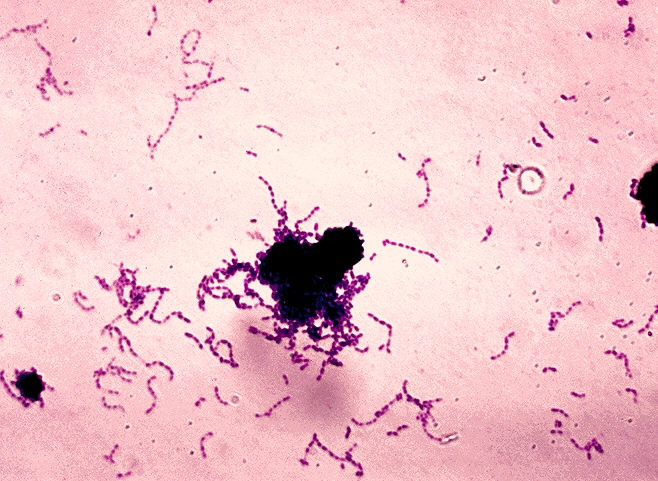
Колония бактерий Str. mutans, вызывающих кариес

Кариес — это инфекционное заболевание, и основной причиной развития кариеса у детей является не употребление сладостей, а передача бактерий Streptococcus mutans и Streptococcus sobrinus  от старших членов семьи, особенно матерей, например,  при поцелуях ребёнка в губы, облизывании ложки или соски перед тем как дать ребёнку (когда родитель пробует еду, чтобы удостовериться, что она не слишком горячая и т. д.).
В полости рта обитает множество бактерий, но в процессе формирования зубного налёта (этапы формирования и механизмы см. в статье зубная бляшка) и последующей деминерализации эмали участвуют в основном кислотообразующие стрептококки (Streptococcus mutans, Streptococcus viridans, Str. sanguis, Str. mitis, Str. salivarius), для которых характерно анаэробное брожение и лактобактерии (Lactobacillus).
Уже через несколько минут после приёма углеводов, особенно сахарозы, отмечается уменьшение pH с 6 до 4. В зубном налёте, кроме молочной кислоты, которая непосредственно образуется при брожении углеводов, обнаруживаются муравьиная, масляная, пропионовая и другие органические кислоты.

### Противокариозная флора
Недавно обнаружено, что кроме бактерий, жизнедеятельность которых разрушает зубную эмаль, существуют бактерии, противодействующие этому процессу. Robert Burne и Marcelle Nascimento из UF College обнаружили в зубном налёте стрептококк А12 — ранее неизвестный штамм, который помогает нейтрализовать кислоты в полости рта путём метаболизирования аргинина.

### Ферментируемые углеводы
Именно кислоты, образовавшиеся при брожении углеводов, приводят к разрушению поверхности зубной эмали. Наличие и активность брожения в налёте зависит от количества и качества доступных углеводов. Наиболее интенсивно протекает брожение сахарозы, менее интенсивно — глюкозы и фруктозы. Маннит, сорбит и ксилит также проникают в зубную бляшку, однако вследствие малой активности фермента, превращающего их во фруктозу, они не опасны. Крахмал, являющийся полисахаридом, в чистом виде не кариогенен, так как его молекулы не проникают в зубной налёт. Однако, пищевая обработка может привести к разрушению молекулярной структуры крахмала и повысить его кариогенность.

### Время
Частота, с которой зуб подвергается кариесогенному воздействию кислот, влияет на вероятность возникновения кариеса. После каждого приёма пищи, которая содержит сахар, микроорганизмы начинают продуцировать кислоты, которые разрушают зубную эмаль. Со временем эти кислоты нейтрализуются буферными свойствами слюны и частично деминерализованной эмали. После каждого периода воздействия кислот на эмаль зуба неорганические минеральные составляющие зубной эмали растворяются и могут оставаться растворёнными 2 часа (см. эмаль зуба). Если принимать углеводы периодически в течение дня, то pH в течение длительного времени будет низким, буферные свойства слюны не успевают восстановить pH, и возникает вероятность необратимого разрушения поверхности эмали.
Как было показано ранее, скорость кариозного процесса зависит от многих факторов, начавшийся процесс может замедлиться в случае применения фтора, но в среднем кариес контактных поверхностей у постоянных зубов прогрессирует медленно и полость может формироваться в течение 4 лет. Так как корень зуба покрыт более мягкой тканью — цементом, кариес корня развивается в 2,5 раза быстрее, чем в области эмали.
Если гигиена ротовой полости крайне неудовлетворительная и диета богата сахаром, кариес может развиться буквально через несколько месяцев после прорезывания зуба.

## Классификации
Существует несколько классификаций кариеса по его стадиям и формам.

### Классификация кариеса по ВОЗ
В классификации ВОЗ (10-й пересмотр) кариес выделен в отдельную рубрикацию.
- Кариес эмали (включая «меловое пятно»).
- Кариес дентина.
- Кариес цемента.
- Приостановившийся кариес.
- Одонтоплазия.
- Другой.
- Неуточнённый.

### Классификация по глубине процесса
Для практикующего врача более удобна и приемлема топографическая классификация:
- А) Неосложнённый (простой) кариес.
  - Кариес стадии пятна (кариозное пятно).

На этой стадии эмаль зуба меняет цвет за счёт образования на ней мелового пятна. Поверхность при этом остаётся гладкой, так как эмаль ещё только в начальной стадии разрушения. В этот момент важно не допустить дальнейшего развития заболевания. На ранних стадиях излечить кариес и проще, и дешевле, и безболезненней.
На первой стадии лечение зуба начинается с процедуры удаления пятна. Затем осуществляется реминерализация эмали, то есть нанесение на шейку зуба специальных препаратов (например, растворов натрия фторида и кальция глюконата). Также возможно применение такого метода как инфильтрация-пропитывание.
- - Поверхностный кариес.

На следующем этапе, вовремя необработанное меловое пятно становится шершавым за счет деминерализации эмали. При этом эмалево-дентинное соединение не поражено. Зуб в этом месте болит от горячей, холодной пищи, а также становится чувствительным к сладкому и кислому (возможно безболезненное течение).
Лечение такой стадии пришеечного кариеса будет заключаться в сошлифовке участка зуба, пораженного кариесом. Затем, по аналогии с лечением предыдущей стадии, проводится реминерализующая терапия. (Но если кариес локализуется в фиссурах или на контактных поверхностях (данные участки являются кариесвосприимчивыми, так как здесь хорошие условия для фиксации пищи, и они трудно доступны для очищения), то рем-терапия будет бесполезна, поэтому можно отпрепарировать пораженный участок «по всем правилам» и запломбировать).
- - Средний кариес.

На третьем этапе кариес начинает проникать глубже. Поражается эмалево-дентинное соединение. Становится хорошо заметно серьёзное поражение зуба. Болевые ощущения становятся более частыми, интенсивными и продолжительными.
Лечение среднего кариеса заключается в удалении поврежденной части зуба, обработке медикаментозными препаратами и установке пломбы.
- - Глубокий кариес.

Когда повреждения невылеченного зуба доходят до околопульпарного дентина, начинается стадия глубокого кариеса.
Процедура лечения заключается в удалении поврежденной части зуба, обработке медикаментозными препаратами, внесении реминерализующих препаратов и установке пломбы. При отсутствии лечения данного заболевания происходит дальнейшее разрушение дентина и поражение пульпы (нерва) зуба — пульпит и, как его дальнейший исход, периодонтит.
- Б) Осложнённый кариес (пульпиты, периодонтиты).

При данной классификации учитывается глубина процесса, что важно для выбора метода лечения.
Кариес в стадии пятна, поверхностный кариес, средний кариес с небольшими дефектами не виден на рентгенограмме.
Очень важно дифференцировать кариес от других заболеваний:
- кариес в стадии пятна нужно дифференцировать от таких некариозных поражений, как гипоплазия и флюороз;

общее между этими заболеваниями: наличие пятен, показания эом (электроодонтометрии) в норме, отсутствие субъективного дискомфорта.
Различия: кариес, в отличие от этих двух заболеваний можно окрасить специальными красителями, также флюороз и гипоплазия возникают до прорезывания зубов, а кариес — после; кариес возникает в кариес-восприимчивых участках, а они в нетипичных (кариес резистентных) местах;
- поверхностный кариес нужно различать с такими некариозными заболеваниями, как клиновидные дефекты и эрозия твёрдых тканей.

### Классификация по остроте процесса
Клиническими наблюдениями установлено, что острота и быстрота кариозного процесса определяют методы и тактику лечения. По их результатам Т. В. Виноградовой была предложена классификация кариеса по остроте и распространённости кариозного процесса:
- компенсированная форма. При данной форме средняя интенсивность кариеса меньше, чем средняя интенсивность для данной возрастной группы. Процесс идёт медленно, существующие кариозные полости выстланы твёрдым пигментированным дентином (хронический кариес);

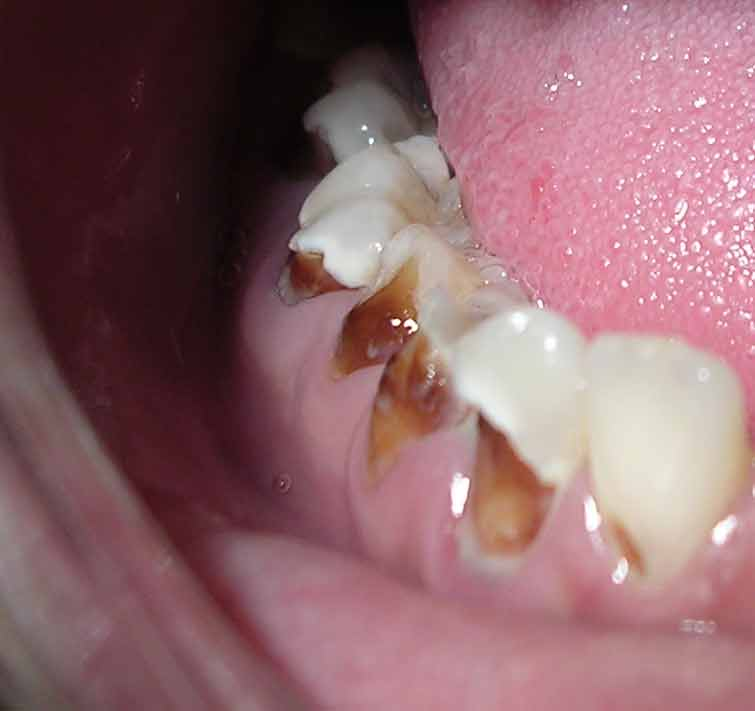
Генерализованный кариес

- субкомпенсированная форма. Средняя интенсивность кариеса равна среднему показателю для данной возрастной группы;
- декомпенсированная форма, или «острый кариес». Средняя интенсивность кариеса намного больше среднего показателя для данной возрастной группы. При этой форме кариозный процесс происходит интенсивно, наблюдаются множественные кариозные полости, которые заполнены мягким дентином. Крайная форма острого кариеса — так называемое «системное поражение» зубов кариесом, при котором наблюдается поражение всех или почти всех зубов в области шеек.

### Классификация по локализации
Американским учёным Блеком была предложена классификация кариозных полостей по локализации:
- I класс: поражение полостей в области фиссур и естественных углублений зубов;
- II класс: поражение полостей, расположенных на контактных поверхностях малых и больших коренных зубов;
- III класс: поражение полостей, расположенных на контактных поверхностях резцов и клыков без вовлечения режущего края;
- IV класс: поражение полостей, расположенных на контактных поверхностях резцов и клыков с вовлечением режущего края и углов;
- V класс: поражение полостей, расположенных в области шеек всех групп зубов;
- VI класс (выделен позже): поражение полостей атипичной локализации: режущих краёв фронтальных зубов и бугров жевательных зубов.

### Классификация по возникновению процесса
Различают следующие виды кариеса зубов:
- первичный кариес;
- вторичный (рецидивный) кариес — кариес ранее запломбированных зубов.

### Классификация по длительности течения
В учебнике «Стоматология» под редакцией Козлова В. А. предлагается также следующее разделение видов кариеса:

Распространение кариеса

- быстротекущий;
- медленнотекущий;
- стабилизированный.

## Клиническая картина

### Стадия пятна (macula cariosa)
Деминерализация начинается с потери естественного блеска эмали и появления матовых, белых, светло-коричневых и тёмно-коричневых пятен. Появление данной зоны является следствием потери тканями зуба минеральных веществ, в особенности солей кальция, что приводит к нарушению структуры эмали.
У белого кариозного пятна в зависимости от остроты процесса могут быть два пути развития:
- белое кариозное пятно (прогрессирующая деминерализация) в дальнейшем превращается в поверхностный кариес за счёт нарушения целостности поверхностного слоя;
- процесс замедляется, стабилизируется, и вследствие проникновения органических красящих веществ, эмаль меняет цвет. Следует понимать, что стабилизация временная и рано или поздно на месте пигментированного пятна возникнет дефект тканей.

Кариес в стадии пятна обычно протекает бессимптомно, очень редко при остром течении процесса (белое пятно) может возникнуть чувствительность на химические и термические раздражители. Однако кариозное пятно хорошо окрашивается метиленовым синим. По этой причине именно это вещество используется в целях диагностики.

### Поверхностный кариес (caries superficialis)
Поверхностный кариес возникает на месте белого или пигментированного пятна в результате деструктивных изменений эмали зуба. Для него характерно возникновение кратковременной боли от холода и от химических раздражителей — сладкого, солёного, кислого. При осмотре зуба обнаруживается дефект (полость). При поверхностном кариесе дефект находится в пределах эмали.

### Средний кариес (caries media)
Развивается как следствие поверхностного. При среднем кариесе — в патологический процесс вовлекается дентин. Может появиться реакция на температурные раздражители (при быстро прогрессирующей форме).

### Глубокий кариес (caries profunda)
При глубоком кариесе имеются значительные изменения дентина, что и обуславливает жалобы. Больные указывают на кратковременные боли от механических, химических и температурных раздражителей, проходящие после их устранения.
При осмотре обнаруживается глубокая кариозная полость, заполненная размягчённым дентином. Зондирование дна полости болезненно. Из-за того, что дентин более податлив для кариозного процесса, полость в дентине обычно более обширна, чем эмалевый вход.

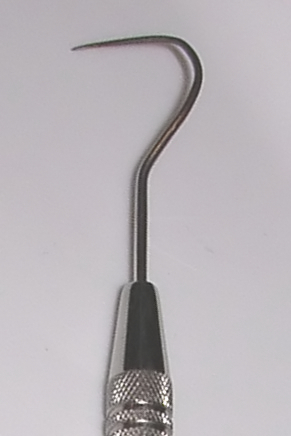
Стоматологический зонд

## Осложнения
Без своевременного и надлежащего лечения кариес может перейти в более тяжёлые формы заболевания зуба (пульпит, периодонтит), привести к его потере и развитию более тяжёлых заболеваний, несущих угрозу всему организму (периостит, остеомиелит, флегмона, абсцесс).

## Диагностика
Диагностика при глубоких формах кариеса обычно не представляет трудностей. Использование стоматологического зеркала и зонда позволяет легко найти и диагностировать кариозные полости. Определённую сложность составляют полости, локализованные на «проксимальных» (соприкасающихся) полостях зубов (II класс по Блеку). В таких случаях помогает термодиагностика (холод) и рентгенограмма зубов.

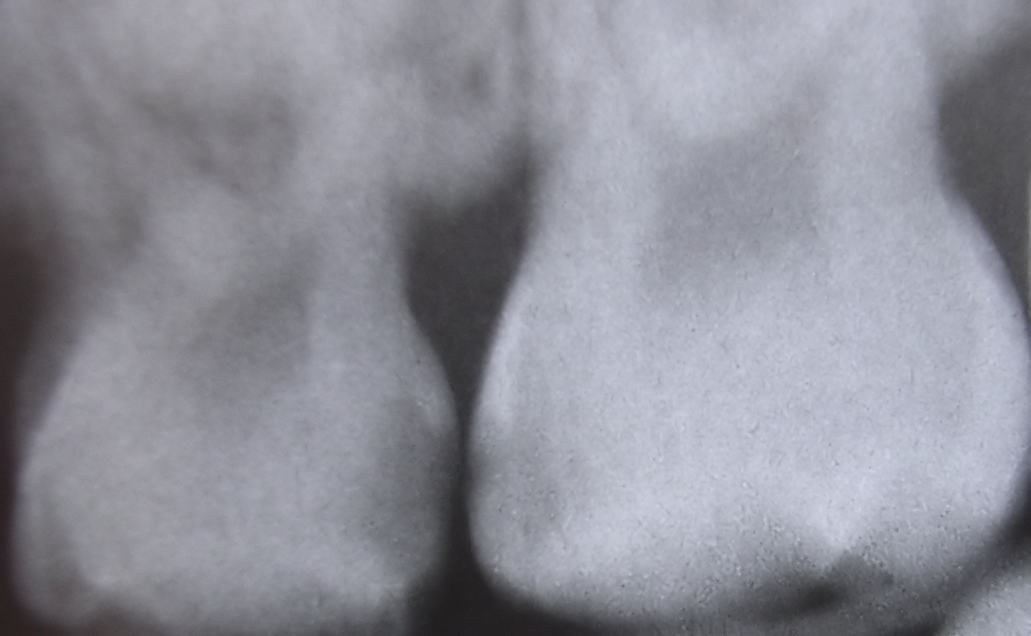
Скрытый кариес

Рентгенограмма также помогает при диагностике «кариеса в стадии пятна», при котором целостность эмали не нарушена и зонд не задерживается. Диагностику кариеса в стадии пятна можно проводить также окрашиванием поверхности зуба раствором метиленового синего или кариес-детектора (в состав входит фуксин, имеющий розовую окраску) (окрашиваются изменённые участки) — с помощью этого метода можно дифференцировать кариес в стадии пятна от гипоплазии и флюороза. Можно также осушить поверхность зуба — при этом кариозная поверхность теряет блеск, но такой признак сложнее отличить, поэтому он менее надёжен, чем проба с метиленовым синим.
Для нахождения и диагностики «скрытого» и начального кариеса можно использовать «транслюминесценцию» — просвечивая зуб с противоположной стороны сильным источником света, например стоматологическим фотополимеризатором.

## Лечение

### Реминерализующая терапия
Деминерализация кариеса в стадии пятна обратима при проведении реминерализующей терапии. Для этого в течение 10 дней проводятся аппликации 10 % раствора глюконата кальция, 1-3 % раствора «ремодента» (средство, которое получают из природного сырья) и фторсодержащими препаратами (фторид натрия 2-4 %). Наиболее эффективно данную процедуру проводить в кресле врача: сначала проводится очистка зуба от налёта и пелликулы, затем меловидное пятно обрабатывают слабым раствором кислот (например, 40 % лимонной кислотой) в течение 1 минуты, после чего промывают водой и наносят раствор 10 % глюконата кальция или гидрохлорида кальция с помощью аппликации или электрофореза в течение 15 минут с добавлением свежего раствора каждые пять минут. Для белых непигментированных пятен прогноз благоприятен, при условии оптимизации гигиены полости рта.

### Пломбирование кариозной полости
Лечение поверхностного, среднего и глубокого кариеса проводится препарированием (удалением поражённых тканей) с последующим замещением, пломбированием кариозной полости. Лечение зубов лучше проводить под микроскопом, так как стоматологу лучше видно под микроскопом состояние зубов, можно сточить, только то, что нужно, применят алмазные боры.
Этапы обработки кариозной полости:
1. определение окклюзионных точек;
2. анестезия зуба[20] (аппликационная, инфильтрационная, проводниковая, наркоз);
3. очистка пораженного зуба от пищевого налёта с помощью щётки и пасты или стоматологических пескоструев (Air flow и др.);
4. наложение изолирующей системы по ситуации (коффердам, OptiDam и др.);
5. препарирование кариозной полости бормашиной. Удаление нависающих краёв эмали, некрэктомия (полное удаление размягчённого инфицированного дентина), формирование полости для лучшей фиксации пломбы. В зависимости от применяемого пломбировочного материала, метода адгезии и пр. существуют разные методы формирования полости. При глубоком кариесе область дна препарируют вручную стоматологическими «экскаваторами», чтобы исключить перфорацию (вскрытие) пульпы, или бормашиной на малых оборотах;
6. антисептическая (медикаментозная) обработка кариозной полости проводится с помощью 2 % водного раствора хлоргексидина или гелем на его основе, также в некоторые кондиционирующие гели входят уже антисептики;
7. в случае глубокой кариозной полости на её дно помещают лечебные прокладки или прокладки из стеклоиономерных цементов;
8. в зависимости от вида вносимого материала, проводят обработку кариозной полости с помощью праймера, адгезива. При использовании адгезива 4 и 5 поколений сначала проводят кондиционирование эмали и дентина 20 % или 37 % фосфорной кислотой. 6, 7 и 8 поколения адгезивных систем относятся к самопротравливающим;
9. нанесение дентального адгезива;
10. пломбирование кариозной полости пломбой или вкладкой из композитных материалов, металлокомпозиций (амальгамы) или керамики. В случае композитных и керамических материалов удаётся восстановить цвет зуба;
11. пришлифовка окклюзионных контактов, полировка пломбы.

В случае пульпита приходится выполнять депульпацию (удаление нерва) зуба.
Раннее лечение кариеса пломбированием позволяет сохранить зуб здоровым дольше, поскольку при этом приходится препарировать (разрушать) меньшую его часть. При сильно разрушенных зубах приходится устанавливать коронку.

### Лечение кариеса без сверления и пломбирования
Подобные методики находятся в стадии исследования и разработки. Так, медики из французского национального института здоровья и медицинских исследований (INSERM) в 2010 году обнаружили способ лечения больного кариесом зуба без оперативного вмешательства. Меланоцитстимулирующие гормоны, введённые в кариозную полость или нанесённые рядом, стимулируют клетки тканей зуба размножаться и заращивать повреждение.

### Лечение кариеса во время беременности
Традиционно считается, что лечение зубов под анестезией у беременных опасно из-за возможных осложнений для плода. Однако, последние исследования показывают противоположные результаты. Так, по данным Американской стоматологической ассоциации, исследователи из нескольких групп сошлись во мнении, что местная анестезия и стоматологическое лечение во время беременности безопасны для плода.
Ещё одно проспективное исследование, опубликованное в августе в журнале Американской стоматологической ассоциации, также подтверждает, что применение местной анестезии во время беременности не причиняет вреда плоду. В ходе работы под наблюдением находились 210 беременных женщин, которым было проведено стоматологическое лечение (53 % в первом триместре) с использованием местной анестезии. Их данные сравнивались с данными контрольной группы из 794 женщин, не подвергавшихся во время беременности воздействию каких-либо тератогенов. Результаты исследования не показали какой-либо разницы в частоте осложнений беременности и выкидышей между двумя группами, не было также разницы в сроке родов и весе плода. Чаще всего стоматологическое лечение включало: эндодонтическое лечение (43 %), удаление зуба (31 %), реставрацию зубов (21 %). 63 % женщин не получали дополнительных медикаментов, почти половине (44 %) проводилось рентгенологическое обследование.
Безопасность рентгенологического обследования с целью лечения зубов у беременных подтверждается ещё одним независимым исследованием, проведённым в Хельсинки. В ходе работы было показано, что даже применение таких защитных приспособлений, как свинцовый фартук для матери, не является обоснованным, поскольку доза радиации очень мала и не вызывает осложнений у плода.

## Профилактика
Исходя из современных представлений о возникновении кариеса зубов, его профилактика должна осуществляться по двум направлениям:
- устранение кариесогенной ситуации в полости рта;
- повышение кариесрезистентности тканей зуба.

Основными мерами профилактики кариеса являются:
- регулярный уход за полостью рта;
- снижение потребления сахара и продуктов содержащих сахар, или полный отказ от сахара; (сахарозаменители)
- Полоскание рта после еды;
- использование фторсодержащих зубных паст;
- соблюдение правильной технологии чистки зубов;
- использование зубной нити до или после чистки зубов щёткой;
- использование растворов 0,1—0,2 % хлоргексидина для ежедневного полоскания полости рта или зубных паст с хлоргексидином;
- использования ополаскивателей для полости рта;
- употребление ксилита не менее 3 раз в день после еды в виде содержащих ксилит жевательных резинок[25];
- профилактический осмотр у стоматолога не реже 1 раза в полгода.

Важную роль для устранения кариесогенной ситуации имеет оздоровление организма, соблюдение хорошей гигиены полости рта, устранение зубочелюстных деформаций (скученность зубов), а также проведение специальных мероприятий:
- запечатывание фиссур и слепых ямок;
- коррекция диеты;
- Фторирование воды
- Фторирование зубов

### Запечатывание фиссур и слепых ямок
Запечатывание (герметизация) фиссур и слепых ямок специальными текучими полимерами (композитами на основе метакрилата, полиуретана) позволяет защитить наиболее вероятные места образования кариеса (фиссуры) и снижает прирост кариеса до 90 %.

### Коррекция диеты
Одним из основных факторов риска развития кариеса считается наличие сахаров в диете. Перспективным направлением профилактики является ограничение углеводов в рационе детей и замена сахара некариесогенными продуктами (сорбит, ксилит) в детских пищевых смесях и кондитерских изделиях. Молоко и некоторые сорта сыра также способствуют реминерализации эмали. Использование жевательных резинок (особенно с ксилитом) также имеет свою положительную роль. Во-первых, жевательная резинка удаляет остатки пищи и, частично, зубной налёт с фиссур зубов; во-вторых, акт жевания приводит к выделению большого количества слюны, а активные компоненты, входящие в состав некоторых жевательных резинок (лактат кальция или пирофосфат и триполифосфат), улучшает реминерализацию поверхности эмали и сокращает образование наддесневого зубного камня.
Для профилактики кариеса В. К. Леонтьевым была предложена «культура потребления углеводов» :
1. не употреблять сладкое как последнее блюдо при приёме пищи;
2. не есть сладкое между основными приёмами пищи;
3. не есть сладкого на ночь;
4. при нарушении данных правил следует почистить зубы, пожевать жевательную резинку без сахара или поесть твёрдых овощей или фруктов, очищающих полость рта.

Кислые и сладкие напитки лучше пить через соломинку. Вредно также сосать леденцы, содержащие сахар.
В 2020 году учёные установили пользу для борьбы с кариесом традиционных сычуаньских маринованных огурцов. Из них был выделен штамм бактерии Lactobacillus plantarum K41, который показал сильный ингибирующий эффект против формирования биоплёнки главной кариозной бактерией Streptococcus mutans.

### Гигиена полости рта
Гигиена полости рта играет важную роль в профилактике таких заболеваний, как кариес, гингивит, пародонтит. Своевременное удаление зубного налёта не только останавливает кариозный процесс, но и приводит к излечению гингивитов (см. методы чистки зубов).

### Фторирование
Фтор имеет очень сильно выраженный противокариозный эффект, который объясняется замещением гидроксильной группы (OH-) гидроксиапатита эмали на фтор (F-). Некоторые авторы приводят данные о том, что фтор также подавляет кислотообразующие бактерии. Наиболее выраженный эффект наблюдается при оптимальном его поступлении в организм в период развития, минерализации и последующего созревания зубов, то есть в детском возрасте. Самым радикальным и эффективным методом считается фторирование воды (до концентрации 1 мг/л), что приводит к снижению кариеса на 30-50 %. ВОЗ рекомендовала провести фторирование воды во всех странах. Хотя надо учитывать, что высокое количество фтора (более чем 1 мг/л) может привести к флюорозу.
Наряду с введением фтора внутрь применяют также местные аппликации фтора 1-2 % фторидом натрия или фторидом олова, нанесением фторсодержащих лаков (фторлак).
Исследование на животных, проведённое в 1991 году организацией National Toxicology Program, утверждало, что фтор повышает риск возникновения остеосаркомы у крыс-самцов. В том же году ученые National Cancer Institute обнаружили рост случаев этого заболевания у мужчин моложе 20 лет, проживающих в районах, где производится фторирование воды. В 2001 году Elise Bassin (Harvard School of Dental Medicine) провела исследование заболеваемости остеосаркомой среди детей в возрасте до 20 лет. Среди мальчиков, употреблявших воду с содержанием фтора от 30 до 90 % от нормативов Center for Desease Control and Prevention риск возникновения остеосаркомы в 5 раз превышал аналогичный показатель у контрольной группы, употреблявшей нефторированную воду. При уровне фторирования 100 % и выше этот показатель увеличивался до 7 раз. Наибольшая взаимосвязь этих факторов наблюдалась у мальчиков в возрасте от 6 до 8 лет. Это исследование под давлением её научного руководителя Chester Douglass (издателя журнала по вопросам фторирования, спонсируемого компанией Colgate, производящей фторсодержащие зубные пасты) не было опубликовано до 2005 года.
Фторирование воды в России защищают Ю. А. Рахманин (академик РАЕН, МСА, РАВН, МАИ, член-корреспондент РАМН) и А. П. Маслюков (академик РАВН).

### Перспективные методы профилактики кариеса
В последнее время ведутся работы над использованием гелий-неоновых лазеров для профилактики кариеса. Исследования показали, что низкоинтенсивный монохроматический красный свет гелий-неонового лазера повышает плотность и стойкость зубной эмали, оказывает антибактериальный эффект, активирует защитные механизмы организма. К примеру, при декомпенсированной форме кариеса показана экспозиция каждого зуба в области шейки на 3 секунды по 10−15 процедур 3 раза в год.
Также ведутся работы над созданием вакцин против Str. mutans, который является основным виновником кариозного процесса.

### Лекарственные средства
По АТС выделяют следующие лекарственные средства для лечения и профилактики кариеса:
- A01AA: препараты для профилактики кариеса;
- A01AB: противомикробные препараты для местного применения при заболеваниях полости рта;
- A01AD: прочие препараты для местного применения при заболеваниях полости рта.